# Cantù Arena
La Cantù Arena sarà un impianto multifunzione adibito principalmente ad uso sportivo che verrà costruito a Cantù, con una capienza di 5 200 spettatori, che ospiterà le gare di pallacanestro della Pallacanestro Cantù. Il cantiere è stato aperto ufficialmente il 6 marzo 2024 e il completamento è previsto entro la fine del 2026, in modo tale da ospitare le competizioni del club canturino già stagione sportiva 2026/27.

## Storia e progetto
L'impianto sportivo sorgerà nel luogo dove venne costruito a inizio anni '90 il PalaBabele, una delle costruzioni incompiute più famose della storia d'Italia, progettata dall'architetto Vittorio Gregotti. La struttura a piramide che avrebbe dovuto ospitare 7300 spettatori vide l'interruzione del cantiere nel 1993 (per via dell'aumento dei costi) e venne demolita nel luglio 2010.
Sempre nello stesso luogo, tra il 2010 e il 2012, la società bresciana Turra Costruzioni avviò i lavori per un nuovo palasport da 7000 posti, detto appunto PalaTurra. Le difficoltà finanziarie dell’impresa portarono a una rapida involuzione e l’impianto non vide mai la luce: le poche parti in cemento armato costruite e abbandonate, sono state demolite nella primavera del 2024 per far posto alla nuova struttura, dove parte del materiale delle fondamenta sarà recuperato.
L'attuale progetto della Cantù Arena nasce nel 2019 per iniziativa di Cantù Next S.p.A., società fondata da un gruppo di imprenditori locali. Nell'aprile del 2021 è stata firmata una partnership con ASM Global (Legends), importante realtà statunitense leader mondiale nello sviluppo e gestione di stadi e arene sportive. 
La Cantù Arena è il primo esempio in Italia che si inserisce nel contesto di un’arena 3.0 portando con sé innovazione digitale, tecnologia e polifunzionalità dell’edificio. Queste caratteristiche garantiranno un costante flusso di persone e consentiranno di ospitare una varia gamma di eventi (sport, fiere, mostre, concerti,…). Si tratta della prima costruzione in Italia ad aver utilizzato la “Legge Stadi” e il project financing, battendo il record di tempistiche per l’approvazione dei lavori del progetto (4 anni contro gli 8 medi del processo burocratico italiano). Infine, sarà la prima struttura in Italia a proporre il personal seating license (PSL), una licenza a pagamento per l’acquisto e conseguente proprietà del posto a sedere.

## Struttura
Il corpo principale dell'arena avrà 5200 per la conformazione adibita alle partite di pallacanestro. Inoltre, sarà presente un pavillon da 1000mq con un campo di allenamento che potrà essere utilizzato come campo di allenamento con una tribuna interna da 150 posti o potrà ospitare ulteriori eventi. All’esterno dell’arena di fronte al pavillion, sorgerà l’Event Plaza che potrà essere adibita ad un campo con tribune per le gare internazionali di 3contro3 o ad ospitare ulteriori eventi outdoor. Infine a costruzione includerà un’area di 2000 mq che verrà adibita alla ristorazione, agli uffici di Cantù Arena e Pallacanestro Cantù e a uno store.